# Lijst van trainers van New York City FC
Deze lijst omvat de voetbalcoaches die de Amerikaanse club New York City FC hebben getraind vanaf 2015 tot op heden.
| Seizoen | Trainer(s)                        | Prijzen                         | Bijzonderheden |
| ------- | --------------------------------- | ------------------------------- | -------------- |
| 2025    | Pascal Jansen                     |                                 | 0              |
| 2024    | Nick Cushing                      |                                 | 0              |
| 2023    | Nick Cushing                      |                                 | 0              |
| 2022    | Nick Cushing                      |                                 | 0              |
| 2022    | Ronny Deila (tot 13 juni 2022)    |                                 | 0              |
| 2021    | Ronny Deila (tot 13 juni 2022)    | MLS Cup, MLS Eastern Conference | 0              |
| 2020    | Ronny Deila (tot 13 juni 2022)    |                                 | 0              |
| 2019    | Domenèc Torrent                   |                                 | 0              |
| 2018    | Domenèc Torrent                   |                                 | 0              |
| 2018    | Patrick Vieira (tot 11 juni 2018) |                                 | 0              |
| 2017    | Patrick Vieira (tot 11 juni 2018) |                                 | 0              |
| 2016    | Patrick Vieira (tot 11 juni 2018) |                                 | 0              |
| 2015    | Jason Kreis                       |                                 | 0              |